# جسیکا گرین (بازیگر)
جسیکا گرین (متولد ۱۱ فوریه ۱۹۹۳) بازیگر استرالیایی است، که به خاطر حضور خود در سریال استرالیایی نقطه روشنایی، به عنوان کلئوپاترا در سریال امپراتوری روم از نتفلیکس و به عنوان تالون در سریال پاسگاه شناخته می‌شود.

## فیلم‌شناسی

### فیلم
| سال  | نام                                        | نقش     |
| ---- | ------------------------------------------ | ------- |
| ۲۰۱۴ | برخاستن                                    | آمبر    |
| ۲۰۱۶ | بیلبونگ قرمز                               | ربکا    |
| ۲۰۱۷ | دزدان دریایی کارائیب: مردگان حکایت نمی‌کنند | زن شهری |

### تلویزیون
| سال        | عنوان             | نقش             | یادداشت                                   |
| ---------- | ----------------- | --------------- | ----------------------------------------- |
| ۲۰۱۲       | نقطه رعد و برق    | کیکی            | ۲۶ قسمت                                   |
| ۲۰۱۷       | کثیف، تمیز، و بین | لورا            | فیلم تلویزیونی                            |
| ۲۰۱۸       | مادران صحنه       | دستیار بازیگران | ۱ قسمت - اتاق انتظار                      |
| ۲۰۱۸       | امپراطوری روم     | کلئوپاترا       | سری ۲ - "جولیوس سزار: استاد روم" - ۵ قسمت |
| ۲۰۱۸-اکنون | پاسگاه            | تالون           | نقش اصلی - ۳۶ قسمت                        |